# سيث سميث
سيث سميث (بالإنجليزية: Seth Smith)‏ هو لاعب كرة قاعدة أمريكي، ولد في 30 سبتمبر 1982 في جاكسون في الولايات المتحدة.

## وصلات خارجية
- سيث سميث على موقع دوري كرة القاعدة الرئيسي (الإنجليزية)
- سيث سميث على موقعبيزبول رفرنس.كوم (الدوري الرئيسي) (الإنجليزية)
- سيث سميث على موقعبيزبول رفرنس.كوم (الدوري الثانوي) (الإنجليزية)
- سيث سميث على موقع إي إس بي إن.كوم (أم.أل.بي) (الإنجليزية)
- سيث سميث على موقع مشجعي الرسوم البيانية (الإنجليزية)